# M242 Bushmaster
M242 Bushmaster är en automatkanon i kaliber 25 mm (25 x 137 mm). Bushmaster, som introducerades 1972, designades och tillverkades ursprungligen av amerikanska McDonnell Douglas men tillverkas idag av Northrop Grumman. Kanonen är en av de mest populära automatkanoner designade de sista femtio åren med över 10 000 tillverkade exemplar och den används i en mängd olika land-, marin- och luftapplikationer som till exempel stridsfordon och som huvudbeväpning på patrullbåtar. Användarländerna är framförallt NATO-länder och USA-allierade länder. Kanonen används typiskt för att bekämpa eller nedhålla mål såsom oskyddad trupp, lätta fortifikationer såsom tegelväggar och sandsäckar, lätt bepansrade fordon och stridsfordon samt helikoptrar såväl som mindre båtar och flytande minor. Den anses vara utomordentligt tillförlitlig.
Bushmastern har gett upphov till en hel familj av kanoner med en variant i kalibern 30 mm kallad Mk44 Bushmaster II, en variant i kalibern 35 mm kallad Bushmaster III och en version i kalibern 40 mm, som ska använda samma ammunition som Bofors 40 mm automatkanon, utvecklas för närvarande.

## Egenskaper
Bushmaster (oavsett kaliber) har ett slutstycke som är kopplat till en kedja (engelska: Chain gun). Kedjan drivs av en elmotor vilket innebär att den till skillnad från andra automatkanoner, som laddas om av gastryck eller rekyl, har en jämn eldhastighet. Exempel på rekylopererande är Bofors 40 mm och 57 mm automatkanon. Kedjedriften gör att den är mycket tillförlitlig eftersom den vid de flesta typer av eldavbrott helt enkelt kastar ut det icke avfyrade skottet och matar in ett nytt skott utan avbrott. Kanonen anses också mycket funktionssäker och har en genomsnittlig tid mellan fel på 22 000 skott. Vidare är den försedd med ett dubbelmatningssystem vilket innebär att den kan förses med två separata magasin vilket i sin tur gör att två typer av ammunition kan finnas snabbt tillgängliga och eftersom kanonen skjuter från öppet slutstycke, det vill säga matar in ett nytt skott i kammaren först efter avtryckaren tryckts in, kan ammunitionstypen väljas individuellt skott för skott genom en knapptryckning av skytten. 
Tack vare en stor mängd tillgängliga ammunitionstyper lämpar sig Bushmastern för att bekämpa lätt bepansrade mål såsom bepansrade terrängbilar, medeltungt bepansrade mål såsom stridsfordon såväl som oskyddad trupp, helikoptrar samt byggnader och lätta fortifikationer. Effekten mot bepansrade mål illustreras av att Bushmastern under Gulf-kriget slog ut fler irakiska stridsvagnar än vad stridsvagnskanoner gjorde. Använd mot moderna stridsvagnar har den dock inte tillräcklig penetrerande förmåga för att slå igenom frontpansaret. Den lämpar sig också väl för att bekämpa trupp bakom väggar av armerad betong.
Nackdelen för 'Bushmaster' är att ammunitionen är länkad vilket är utrymmeskrävande, vilket kan vålla svårigheter vid installation i till exempel ett stridsfordon. För Bushmaster II och III gäller också att de kräver kraftigare motorer och mer elektrisk energi om eldhastigheten ska bibehållas. Detta gör att versionerna i de grövre kalibrarna använder relativt mycket elektrisk ström.
Kalibrarna 30 mm och 35 mm är konstruerade för att teoretiskt kunna ändras till vad som kallas "supershot". Detta innebär att vapnet konverteras för att använda en hylsa där halsen har samma diameter som botten på hylsan. På så sätt fås en ökad kaliber från 30 mm till 40 mm för Bushmaster II respektive från 35 mm till 50 mm för Bushmaster III.

## Ammunition
Ammunitionen är i kaliber 25x137 mm och ammunitionsalternativen inkluderar spårljus-spränggranater med brandeffekt, underkalibriga pansarbrytande pilprojektiler med wolframkärna försedda med spårljus, underkalibriga fenstabiliserade pansarbrytande pilprojektiler av wolfram och med kärna av utarmat uran och försedda med spårljus och dessutom träningsgranater med spårljus. De fenstabiliserade pansarbrytande pilprojektilerna har en mynningshastighet på 1 420 meter/sekund och kan penetrera över 100 mm pansar på korta avstånd. Vid längre räckvidder minskar penetrationen eftersom projektilen enbart använder sin rörelseenergi för att slå igenom målets pansar. Ammunitionstypen har en effektiv räckvidd på ca 2 000 meter.

## Tekniska data
Piplängden hos kanonen är 2 170 mm. Vikten är cirka 109 kg och en granat väger ungefär ett halvt kg. Magasinets storlek är beroende av i vilken applikation pjäsen används och som jämförelse kan nämnas att i det amerikanska stridsfordonet M2 Bradley är det på 230 samt 70 skott. Eldhastigheten är valbar mellan enkelskott och 200 skott/minut. Mynningshastigheten varierar mellan 1 100 meter/sekund och 1 420 meter/sekund beroende på ammunitionstyp. Den maximala räckvidden är 2 000-3 000 meter, också beroende på ammunitionstyp.